# العطبة (حزم العدين)

تعديل مصدري - تعديل

العطبة محلة تابعة لقرية الاهمول، التابعة لعزلة الشعاور بمديرية حزم العدين إحدى مديريات محافظة إب في الجمهورية اليمنية، بلغ تعداد سكانها 36 حسب تعداد اليمن لعام 2004.